# Bombocas
As Bombocas são uma dupla feminina de música popular portuguesa. Ao longo da carreira, o grupo passou por algumas mudanças relativamente aos elementos. É atualmente constituído por duas cantoras: a Paula Santos e a Rita Almeida.

## Carreira
Em 1997, o cantor Emanuel cria e aposta num grupo com o objetivo de ser “o Emanuel no feminino”. O nome surge através de uns bombons que existiam na altura, que se chamavam “bombocas”. Assim, nesse ano, através da editora Vidisco, sai o primeiro álbum – “Não Queriam Mais Nada”.
No ano de 1998, o grupo assina com a editora Espacial (até hoje) e é lançado um novo trabalho com a balada “Deixa a Outra”, balada que dá nome ao álbum.
Em 1999, sai o terceiro trabalho – “De Uma Vez Por Todas”. Fazem uma tour pela África do Sul, pelo Canadá e, junto com os emigrantes de Toronto, levam a sua música até Cuba. São consideradas Rainhas da Música Popular na TV Galiza, no programa Luna.
No ano de 2000, é lançado o álbum “Confessa o Teu Amor”. Voltam à América, desta vez à República Dominicana, onde são, mais uma vez, muito bem recebidas. Nesse mesmo ano, a música “É Tudo Treta” faz parte da banda sonora do filme Amo-te Teresa.
Em 2001, o grupo passa a chamar-se Dandy. Editam um álbum com um dos maiores sucessos da carreira – “Enlouquecer Por Amor”. É esse tema que as lança para a comunicação social, tocando inúmeras vezes nas rádios nacionais e internacionais e passando durante mais de três anos em televisão. No mesmo ano, dão a conhecer a boa música de Emanuel ao México.
Em 2002, o grupo volta a chamar-se Bombocas e edita o álbum “O Regresso”. Com a música “Aqui no Bairro”, integram a banda sonora da novela Sonhos Traídos, transmitida pela TVI.
Em 2003, o público é brindado com um trabalho que junta 12 dos temas com maior êxito, denominado de “Os Maiores Sucessos”.
No ano de 2005, é lançado o álbum “Já os Topamos”, tema que facilmente fica no ouvido. Os espetáculos ganham cada vez mais adeptos, mais cor e mais energia.
Emanuel, em 2006, passa um dos seus maiores sucessos para a versão feminina – “Tic, Tic das Mulheres” – tema que deu nome ao álbum desse ano. No mesmo ano, são convidadas para uma tour na Califórnia.
Em maio de 2007, para comemorar os 10 anos de carreira, lançam o álbum “Êxitos” e dá-se realização de uma festa que contou com a presença de familiares, amigos e colegas de profissão. Voltam então a cantar junto dos emigrantes do Canadá, que as recebem, como sempre, com muito carinho.
Em 2008, é lançado o álbum “Salta-me a Tampa”, um dos êxitos daquele verão.
Em junho de 2010, com uma nova formação e um novo produtor musical, Daniel Duarte, lançam o álbum “Eles São Todos Iguais”, muito bem conseguido e gravado com um carinho e empenho especiais. Iniciam mais uma tour, desta vez do outro lado do mundo, na cidade de Sydney, na Austrália, onde foram convidadas a realizar dois espetáculos, com o apoio da RTP Internacional.
A Tour 2011 foi iniciada em janeiro, com um regresso a terras americanas, desta vez a Cuba e, de seguida, em Fevereiro, ao Canadá (Toronto), com a companhia da Gente da Nossa TV. 2011 foi assim mais um ano bem sucedido para as Bombocas, que, para além de uma tour por Portugal, percorreram também vários países da Europa e voltaram por mais duas vezes ao Canadá (Toronto e Montréal), onde realizaram 4 espetáculos.
A Tour 2012 teve início na América do Norte, em Cuba (Havana e Varadero), no Festival de Inverno Gente da Nossa TV, com a apresentadora Nellie Pedro e inúmeros emigrantes residentes no Canadá. Em junho do mesmo ano, as Bombocas estiveram presentes em Turlock, na Califórnia, juntamente com os emigrantes portugueses. De seguida voltaram a Toronto para a comemoração do 10 de junho, Dia de Portugal.
A comemorar 15 anos de carreira, em junho de 2012, foi lançado o álbum “Baila Comigo Amor”, mais uma vez pela Editora Espacial. Um álbum divertido e popular, bem ao jeito das Bombocas, desta vez com alguns temas de ritmos um pouco diferentes, desde o kuduro à kizomba, finalizando também com uma balada, como não poderia deixar de ser.
No ano de 2013, em junho, é lançado álbum “Coisinha Bonita”, que conta com a especial participação do grande nome da música portuguesa, Ricardo Landum, que compõe 3 dos 5 temas inéditos. Presentes no álbum estão também 8 êxitos da já longa carreira das Bombocas.
Em finais de 2014, sai mais um álbum desta dupla que conta já com 17 anos de carreira. O single “Encontrei o Amor” dá nome a este novo trabalho, que se diferencia pela presença de ritmos africanos (com maior incidência na kizomba), sem nunca esquecer a essência da música popular portuguesa, que tão bem caracteriza as Bombocas.
Deste 15.º trabalho, destaca-se também outro tema, “O Ginga, Ginga”, com um ritmo sedutor, fazendo deste álbum uma verdadeira caixinha de surpresas a ser explorada pelo público. Os países onde se apresentam mais frequentemente são França, Suíça, Luxemburgo, Alemanha e Bélgica. Com o fulgor de uma das duplas no feminino mais aplaudidas e intérpretes de alguns dos maiores sucessos da música popular, as Bombocas cantam os temas que vão estar no centro da animação musical das festas de todo o país. Os ritmos e as sonoridades mais atuais, fazem dos novos temas das Bombocas canções escutadas e repetidamente tocadas, um alinhamento criteriosamente selecionado e que é tão representativo e característico desta dupla.
Em 2017, editam o álbum "Aguenta-te à Bomboca", uma refrescante e vibrante proposta musical com ritmos muito atuais e que o público adora. Um disco composto por 12 temas, entre os quais podemos ouvir “Até Te Passas”, “Mexes Comigo” e “Põe a Mãozinha”. Um trabalho cheio de êxitos que conta com 2 medleys, que são o cartão de visita deste álbum.

Nos anos 2018 e 2019 as Bombocas estiveram em estúdio e em tour por Portugal e além-fronteiras, cantando sucessos de uma carreira com mais de 20 anos.
O ano 2020 ficou marcado pela pandemia e a cultura foi a primeiro setor a suspender atividades, situação que se manteve até ao final de 2021, mas que não impediu o lançamento do single ‘’Roda, Roda a Cabecinha’’, em 2020, que foi, posteriormente, incluído na coletânea ‘’Playlist’’.
Em 2021 é editado o single ‘’Tum, tum, tum’’, uma canção cheia de ritmo, energia e boas vibrações, tudo o que o público precisava para retomar a animação.
As cantoras participaram também numa das novelas mais vistas da televisão portuguesa Amor Amor e os temas ‘’Baila Comigo Amor’’, ‘’Roda, Roda a Cabecinha’’ e ’’Tum, Tum, Tum" fazem parte da banda sonora da novela Festa é Festa.
No ano 2022, de regresso aos palcos das festas e romarias tradicionais portuguesas, apresentam o single ‘’Maldito Beijo’’. 
Em 2023, após um verão preenchido junto do público, é lançado o novo single "Meu Coração Samba Por Ti", em todas as plataformas digitais. 

## Discografia

### Álbuns
1997 - ”Não Queriam Mais Nada”
1998 - ”Deixa a Outra”
1999 - ”De Uma Vez Por Todas”
2000 - ”Confessa o Teu Amor”
2001 - ”Enlouquecer Por Amor”
2002 - “O Regresso”
2003 - “Os Maiores Sucessos”
2005 - “Já os Topamos”
2006 - “Tic, Tic das Mulheres”
2007 - “Êxitos”
2008 - “Salta-me a Tampa”
2010 - “Eles São Todos Iguais”
2012 - “Baila Comigo Amor”
2013 - “Coisinha Bonita”
2014 - “Encontrei o Amor”
2017 - “Aguenta-te à Bomboca”
2020 - ‘’Roda, Roda a Cabecinha’’ - single
2021 - ‘’Tum, Tum, Tum’’ - single
2021 – ‘’Playlist"
2022 - ‘’Maldito Beijo’’ - single
2023 - "Meu Coração Samba Por Ti" - single